# Stazione di Monte Sant'Angelo
La stazione di Monte Sant'Angelo è una stazione ferroviaria in costruzione della linea 7 del servizio ferroviario metropolitano di Napoli.

## Storia
I lavori per la costruzione della stazione sono cominciati nel 2008, ma sono proceduti a rilento per via della carenza di fondi e per la realizzazione dell'opera artistica dell'architetto Anish Kapoor che sarà posta ad una delle uscite della stazione, la quale è stata trasportata a Napoli via mare dai Paesi Bassi solo nell'estate del 2015.
Nell'aprile 2025 sono state avviate le prove tecniche e i collaudi a cura dell'ANSFISA.

## Strutture e impianti
La stazione è situata tra i quartieri di Soccavo e Fuorigrotta e prende il nome dalla collina di Monte Sant'Angelo, dove sorge l'omonimo complesso universitario. Servirà dunque gli studenti universitari e anche il vicino rione Traiano, dove è prevista un'ulteriore uscita.
Il progetto della stazione è opera dell'architetto di origini indiane Anish Kapoor, il quale ha progettato degli accessi costruiti in acciaio con un aspetto sinuoso a forma di bocca, simili a fenditure nel terreno. Molti hanno associato maliziosamente le strutture alle parti intime femminili, cosa che è stata in parte ammessa da Amanda Levete, collaboratrice al progetto di Kapoor.

## Galleria d'immagini

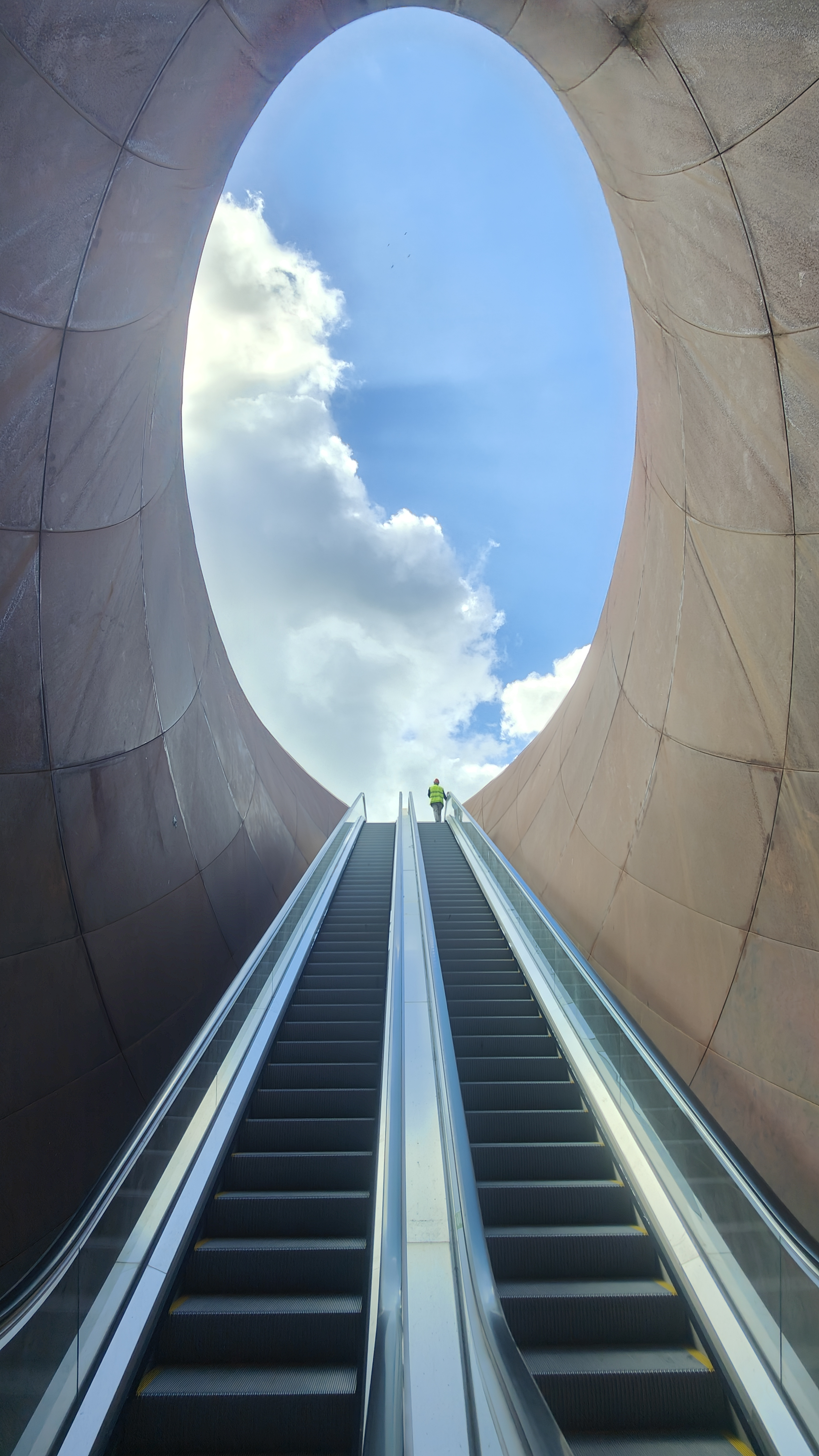
Installazione artistica di Anish Kapoor posta all'uscita situata nel complesso universitario.
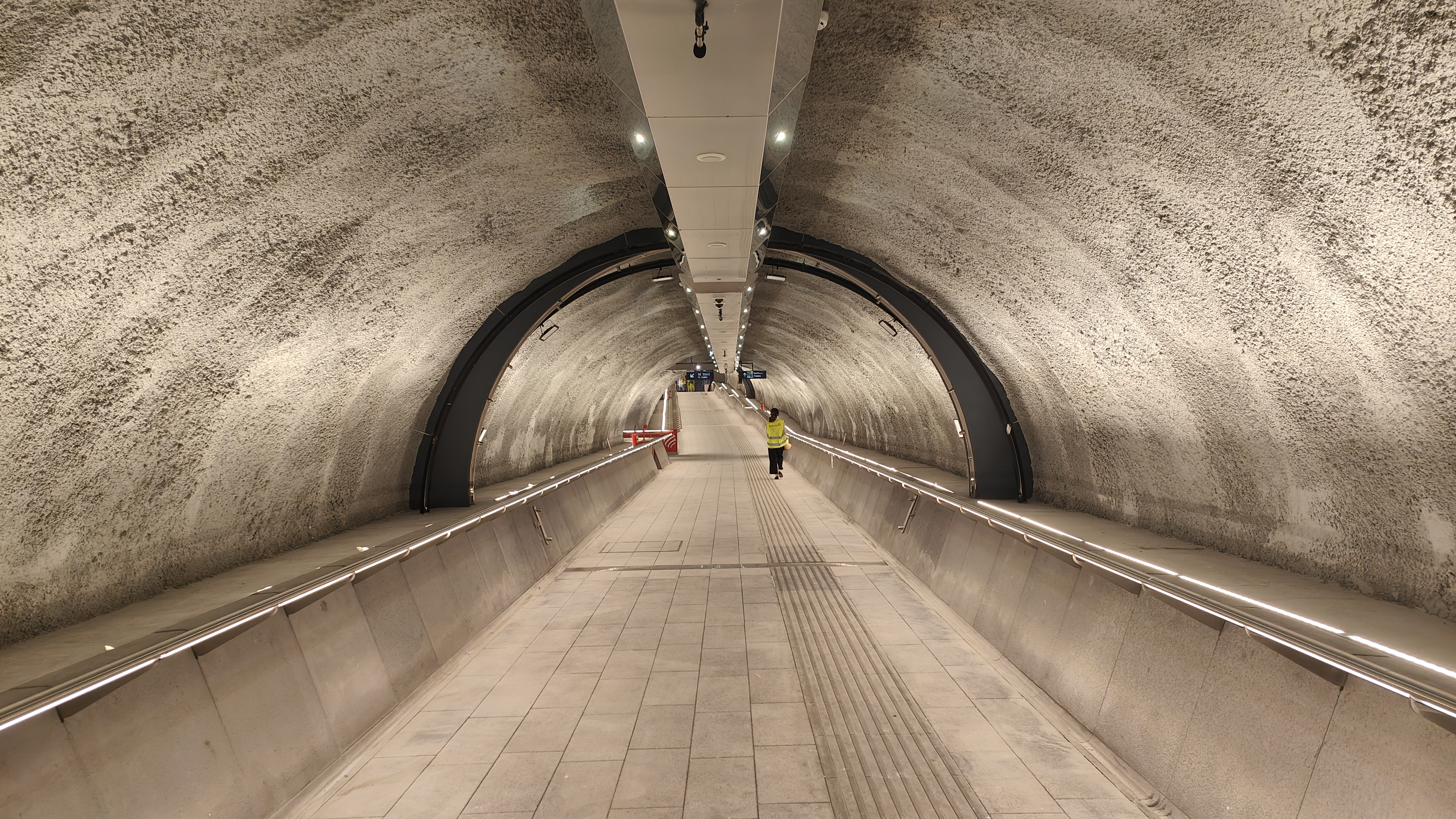
Corridoio di collegamento tra l'uscita di Monte Sant'Angelo e l'atrio della stazione.
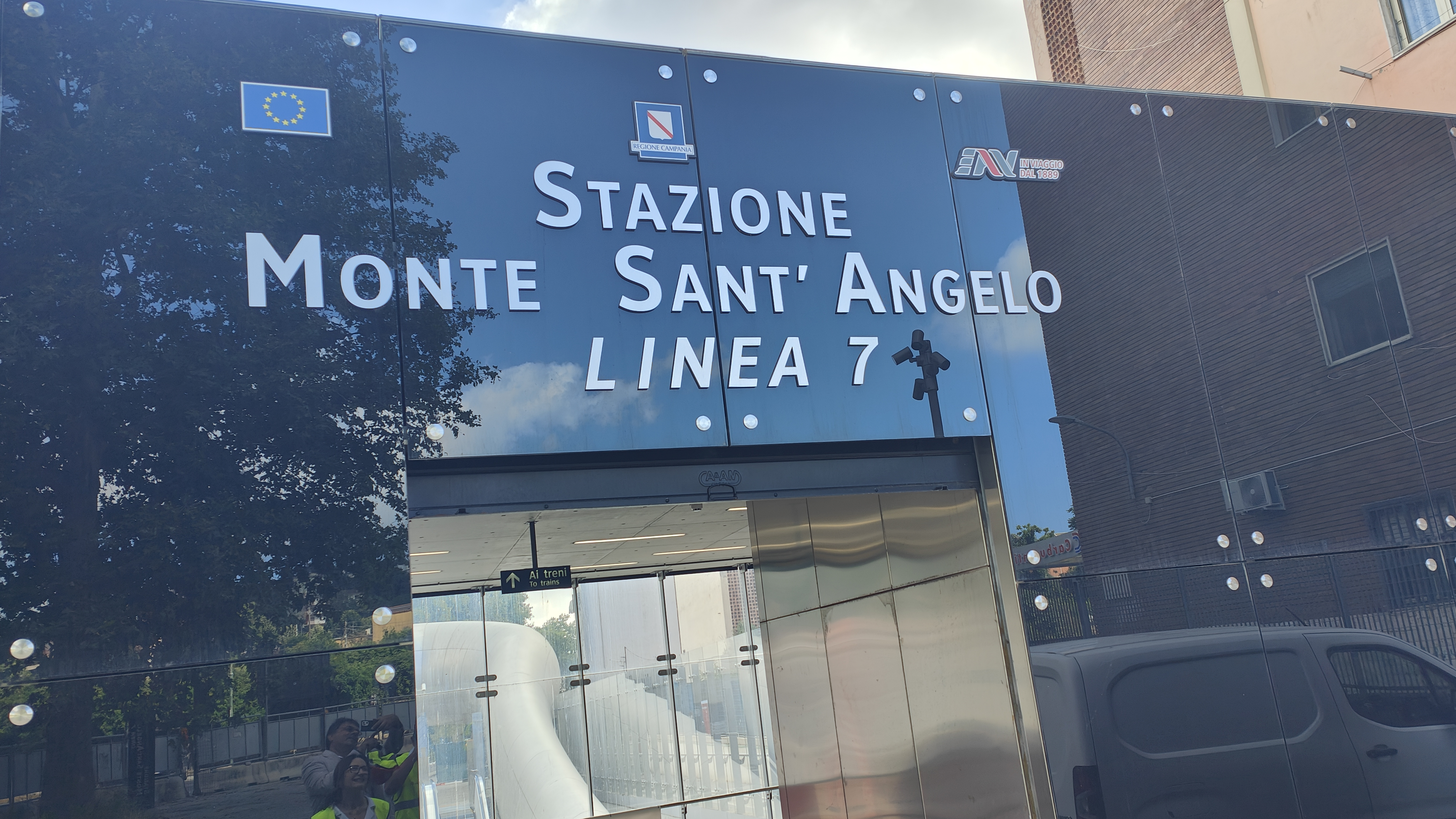
L'uscita posta sul viale Traiano.